# Мартунинский район (НКР)
Мартуни́нский райо́н (арм. Մարտունու շրջան) — административная единица в составе непризнанной Нагорно-Карабахской Республики. Административный центр — город Мартуни (Ходжавенд).

## География
Был расположен на территории бывшего Мартунинского района НКАО, изначально также включал в себя небольшие части Агдамского и Физулинского районов Азербайджана. На юго-западе Мартунинский район граничил с Гадрутским районом НКР, на северо-западе с Аскеранским районом.

## История
В древности территория Мартунинского района составляла гавар (провинцию) Мюс-Абанд области Арцах Великой Армении. Позже — составляла часть провинции Варанда. Именно здесь были построены первые раннесредневековые церковные сооружения Арцаха. В силу своего географического положения район лишён естественных укреплений, что стало причиной многократных опустошений и разрушений памятников истории. Памятники после разрушения часто каждый раз восстанавливались местными жителями.
После Первой карабахской войны непризнанная НКР расширила территорию Мартунинского района за счёт частей Агдамского и Физулинского районов, при том что часть бывшего Мартунинского района Азербайджанской ССР осталось под контролем Азербайджана.
После Второй карабхской войны НКР утратила контроль над другими частями Мартунинского района, при этом сохранив контроль над административным центром, городом Мартуни.
После боевых действий в сентябре 2023 года территория района полностью перешла под контроль Азербайджана.

## Население
Национальный состав населения Мартунинского района по переписи 2005 года:
| Народ    | Численность, чел. | Доля от всего населения, % |
| -------- | ----------------- | -------------------------- |
| армяне   | 23 104            | 99,77 %                    |
| русские  | 22                | 0,10 %                     |
| украинцы | 6                 | 0,03 %                     |
| другие   | 25                | 0,11 %                     |
| всего    | 23 157            | 100,00 %                   |

## Памятники истории и архитектуры
Ниже приведён неполный список памятников истории Мартунинского района:
- монастырь Амарас (IV век)

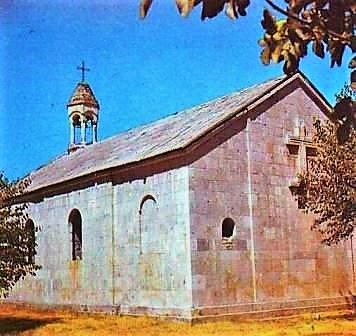
Монастырь Амарас, IV в.

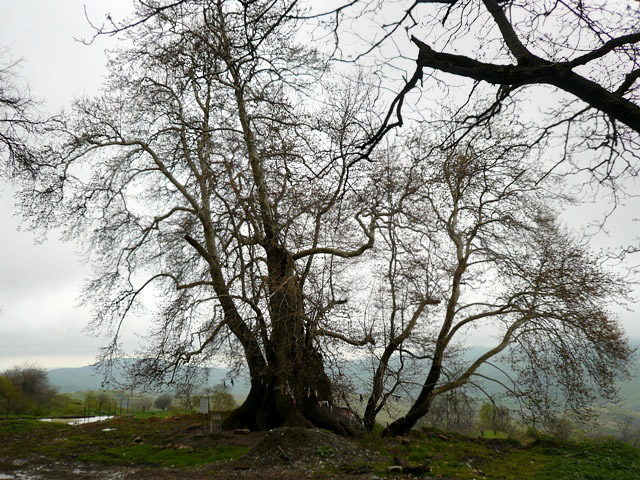
Двухтысячелетнее дерево

- памятники Амарасской долины (селища, часовни и др.)
- Кармир Ехци (XIII век, усыпальница Мелик-Пашаянов у села Цоватех)
- церковь Григориса (1667—1676 гг., село Херхер близ Цоватеха)
- Мавас (Мамас) (монастырь XIII века)
- памятники села Гавахан (церкви XIX и XVI веков, древние кладбища)
- памятники села Чартар (монастырь Егише, церковь Сурб Геворг, памятники-родники, поселение бронзового века
- крепость Хленхут в Гиши
- памятники в окрестностях села Ннги: остатки церквей, кладбищ, хозяйственных построек (в том числе мельниц)
- церковь Сурб Таргманчац в Кагарци
- памятники Бердашена[1] (Каракенда)[2]: крепость Кусаберд-Ахчкаберд, церковь Мец Наатак (1676 год), недостроенная часовня Пици Наатак, церковь Сурб Аствацацин и др.
- памятники села Хаци: церковь Бри Ехци (XII—XIII века, имеются остатки здания V—VI века), церковь Сурб Аствацацин
- памятники села Тахавард: церковь XVII—XVIII веков, две церкви XIX века, хачкары, памятники-родники, курганные холмы и др.
- памятники села Саргисашен: кладбище, хачкар 1257 г., церковь Сурб Аствацацин, памятник-родник Тандзи ахпюр, мельницы в Булванц дзор, остатки древних поселений.
- пустынь Гевонданц Анапат (строения V—VII и XIII веков)
- двухтысячелетнее дерево «Тнджри» в селе Схторашен[1] (Шых Дурсун)[2].

## Спорт
- ФК Аво